# 24 جمادى الآخرة
- السبت
- الأحد
- الاثنين
- الثلاثاء
- الأربعاء
- الخميس
- الجمعة

- 2830 نوفمبر 2024
- 291 ديسمبر 2024
- 12 ديسمبر 2024
- 23 ديسمبر 2024
- 34 ديسمبر 2024
- 45 ديسمبر 2024
- 56 ديسمبر 2024
- 67 ديسمبر 2024
- 78 ديسمبر 2024
- 89 ديسمبر 2024
- 910 ديسمبر 2024
- 1011 ديسمبر 2024
- 1112 ديسمبر 2024
- 1213 ديسمبر 2024
- 1314 ديسمبر 2024
- 1415 ديسمبر 2024
- 1516 ديسمبر 2024
- 1617 ديسمبر 2024
- 1718 ديسمبر 2024
- 1819 ديسمبر 2024
- 1920 ديسمبر 2024
- 2021 ديسمبر 2024
- 2122 ديسمبر 2024
- 2223 ديسمبر 2024
- 2324 ديسمبر 2024
- 2425 ديسمبر 2024
- 2526 ديسمبر 2024
- 2627 ديسمبر 2024
- 2728 ديسمبر 2024
- 2829 ديسمبر 2024
- 2930 ديسمبر 2024
- 3031 ديسمبر 2024
- 11 يناير 2025
- 22 يناير 2025
- 33 يناير 2025

24 جُمادى الآخرة أو 24 جُمادی‌ الثانية أو يوم 24 \ 6 (اليوم الرابع والعُشرون من الشهر السادس) هو اليوم الثاني والسبعون بعد المائة (172) من أيَّام السنة (أو الثالث والسبعون بعد المائة لو كان شهر ربيع الآخر مُتممًا لليوم الثلاثين أو الرابع والسبعون بعد المائة لو أتم كلاً من صفر وربيع الآخر ثلاثين يوماً) وفق التقويم الهجري القمري (العربي). يبقى بعده 182 أو 183 يومًا لانتهاء السنة.

## أحداث
- 20 هـ - المسلمون بقيادة عمرو بن العاص يتمكنون من القضاء على آخر معاقل الروم في الإسكندرية وذلك بعد نحو عام من فتح أغلب مناطق مصر وخاصه حصن بابليون الذي كان يشكل عاصمة الحكم الرومي في مصر.
- 941 هـ - نجاح العثمانيين بقيادة السلطان سليمان القانوني في فتح مدينة بغداد، وضمها إلى دولته، وكانت في يد الدولة الصفوية، ولم يجد السلطان العثماني عناء في فتحها بعد أن غادرتها حامية الشاه طهماسب.
- 1133 هـ - الباب العالي يحكم بإعدام البطريرك المسكوني جريجوريوس الخامس القسطنطيني؛ لصلته بالثورة اليونانية التي راح ضحيتها آلاف المسلمين المدنيين في اليونان.
- 1340 هـ - المملكة المتحدة تنهي حمايتها التي فرضتها على مصر قبل حوالي 8 سنوات.
- 1349 هـ - صدور القانون «رقم 49 لسنة 1930» بشأن إصلاح الأزهر، وهو الذي مهد لظهور الجامعة الأزهرية.
- 1365 هـ - الأمير عبد الله يصبح ملكًا على إمارة شرق الأردن بعد مبايعتة كملك، وتغيير اسم الإمارة إلى المملكة الأردنية الهاشمية.
- 1391 هـ - البحرين تحصل على استقلالها من السيطرة البريطانية.
- 1396 هـ - قوات الردع العربية تبدأ بالوصول إلى لبنان بعد قرار جامعة الدول العربية إرسالها لوقف الاقتتال الدائر هناك.
- 1426 هـ - مصرع زعيم جنوب السودان جون قرنق في حادث تحطم المروحية التي كانت تقلّه قادماً من أوغندا.
- 1428 هـ - تفجير انتحاري في ناحية آمرلي في وسط العراق شمال بغداد أدت إلى مقتل أكثر من 150 واصابة 255 أخرين جميعهم من التركمان الشيعة.
- 1431 هـ - محكمة هندية تدين سبعة رجال بتهمة الإهمال الجنائي الذي أدى إلى وقوع كارثة بوبال ومقتل 3,787 شخصًا على الأقل جراء تسرب الغاز في إحدى شركات إنتاج مبيدات الآفات في مدينة بوبال بولاية ماديا براديش.
- 1437 هـ - اندلاع اشتباكات عنيفة بين أذربيجان وأرمينيا في مرتفعات قرة باغ بعد خرق الهدنة المبرمة منذ نهاية حرب ناغورنو قره باغ، وسيطرة الجيش الأذري على بضعة مواقع إستراتيجية.
- 1446 هـ - تحطم طائرة الخطوط الجوية الأذربيجانية الرحلة 8243 بالقرب من مطار أكتاو الدولي في كازاخستان، ما أدى لمصرع 38 شخصًا.

## مواليد
- 392 هـ - الخطيب البغدادي، إمام محدث وحافظ ومؤرخ مسلم.
- 1317 هـ - أحمد توفيق المدني، عالم ومؤرخ ووزير جزائري.
- 1325 هـ - محمد الحليوي، شاعر تونسي.
- 1340 هـ - محمود سعيد، قيادي اجتماعي وسياسي من فلسطينيي الأردن.
- 1341 هـ - نعيمة وصفي، ممثلة مصرية.
- 1369 هـ - إسعاد يونس، ممثلة مصرية.
- 1371 هـ - شروق، ممثلة مصرية.
- 1372 هـ - إيناس الدغيدي، مخرجة مصرية.
- 1377 هـ - خالد الإسلامبولي، قاتل الرئيس المصري محمد أنور السادات.
- 1384 هـ -
  - عدنان الطلياني، لاعب كرة قدم إماراتي.
  - عبد اللطيف مبارك، شاعر مصري.
- 1391 هـ - باسم ياخور، ممثل سوري.
- 1406 هـ - شيكابالا، لاعب كرة قدم مصري.

## وفيات
- 1133 هـ - جريجوريوس الخامس القسطنطيني، بطريرك القسطنطينية المسكوني.
- 1300 هـ - بطرس البستاني، أديب ومؤرخ لبناني.
- 1400 هـ - أحمد محمد بدوي، مؤرخ مصري وعضو في مجمع اللغة العربية بالقاهرة.
- 1404 هـ - أحمد سيكو توري، رئيس غينيا.
- 1414 هـ - محمد رضا الكلبيكاني، عالم مسلم شيعي.
- 1426 هـ - جون قرنق، زعيم جنوب السودان.
- 1433 هـ - زكريا محيي الدين، عسكري وسياسي مصري.

## وصلات خارجية
- موقع قصة الإسلام: حدث في شهر جُمادى الآخرة.